# Call Me Dad
Call Me Dad (danska: Kald mig far) är en dansk dramakomediserie som hade premiär den 29 februari 2024. Serien är regisserad av Christian Dyekjær efter ett manus skrivet av Søren Felbo. Första säsongen bestod av sex avsnitt.

## Handling
Serien kretsar kring Emil som får en chock när bästa vännen Victor inleder en relation med hans mamma.

## Rollista (i urval)
- Alex Høgh Andersen - Emil
- Magnus Haugaard Petersen - Victor
- Ellen Hillingsø - Helle
- Søren Sætter-Lassen - Dr. Kjærgaard
- Roberta Hilarius Reichhardt - Carla
- Johanne Milland - Siv